# Плопеаса (Бузау)
Плопеаса (рум. Plopeasa) насеље је у Румунији у округу Бузау у општини Скорцоаса. Oпштина се налази на надморској висини од 416 m.

## Становништво
Према подацима из 2002. године у насељу је живело 372 становника, од којих су сви румунске националности.